# Porotrichum pringlei
Porotrichum pringlei là một loài rêu trong họ Neckeraceae. Loài này được Cardot mô tả khoa học đầu tiên năm 1910.
Danh pháp khoa học của loài này chưa được làm sáng tỏ. 